# Желькув
Желькув (пол. Żelków) — село в Польщі, у гміні Скужець Седлецького повіту Мазовецького воєводства.
Населення — 593 особи (2011).
У 1975-1998 роках село належало до Седлецького воєводства.

## Демографія
Демографічна структура станом на 31 березня 2011 року:
|          | Загалом | Допрацездатний вік | Працездатний вік | Постпрацездатний вік |
| -------- | ------- | ------------------ | ---------------- | -------------------- |
| Чоловіки | 295     | 79                 | 197              | 19                   |
| Жінки    | 298     | 73                 | 177              | 48                   |
| Разом    | 593     | 152                | 374              | 67                   |